# Lecane rudescui
Lecane rudescui är en hjuldjursart som beskrevs av Hauer 1965. Lecane rudescui ingår i släktet Lecane och familjen Lecanidae. Inga underarter finns listade i Catalogue of Life.